# Tomás Antônio de Paula Pessoa
Tomás Antônio de Paula Pessoa (Sobral, 31 de outubro de 1834 — Fortaleza, 6 de janeiro de 1901), foi bacharel em direito, magistrado, escritor e agricultor brasileiro.

## Biografia
Foi o terceiro dos seis filhos de Francisco de Paula Pessoa, senador do Império do Brasil, e de Francisca Maria Carolina de Paula Pessoa. Era, portanto, irmão mais novo de Vicente Alves de Paula Pessoa e mais velho de Francisco de Paula Pessoa Filho, ambos políticos. Era ainda sobrinho materno de João de Andrade Pessoa Anta, um dos líderes cearenses da Confederação do Equador.
Cursou as faculdades de direito de Olinda e São Paulo, onde recebeu o grau de bacharel em 1858. No entanto, não quis seguir a carreira nem de advogado e de magistrado, vivendo como agricultor, até 1878, quando aceitou o cargo de juiz municipal de Sobral. Em 1884 foi despachado juiz de Direito de São Benedito, na Serra da Ibiapaba, onde serviu até novembro de 1889, quando foi aposentado pelo regime republicano.
Escreveu memórias e crônicas. Traduziu para a língua portuguesa a História da Inglaterra de Thomas Macaulay em estilo primoroso e aproximando-se o mais possível do original. Fez diversas outras traduções e deixou interessantes excertos sobre os homens e as coisas do seu tempo.
Em 1896 adoeceu gravemente e, consultando-se na capital cearense, foi diagnosticado com nefrite crônica, enfermidade que veio a vitimá-lo, quatro anos depois. Foi celibatário durante toda a vida e, ao falecer, deixou em testamento toda sua fortuna ao seu sobrinho Francisco de Paula Rodrigues.